# パチ・ロペス
フランシスコ・ハビエル・ロペス・アルバレス（バスク語: Francisco Javier López Álvarez、1959年10月4日 - ）は、スペインの政治家。パチ・ロペス（Patxi López 発音: [ˈpatʃi ˈlopeθ]）の名でも知られている、スペイン社会労働党(PSOE)のバスク支部であるバスク社会党(PSE-EE)に所属しており、2002年から2014年まで書記長（党首）を務めた。2009年から2012年までバスク州政府首相を務め、2016年からスペイン下院議長を務めている。バスクの独立に対して反対の立場を取っている。

## 経歴

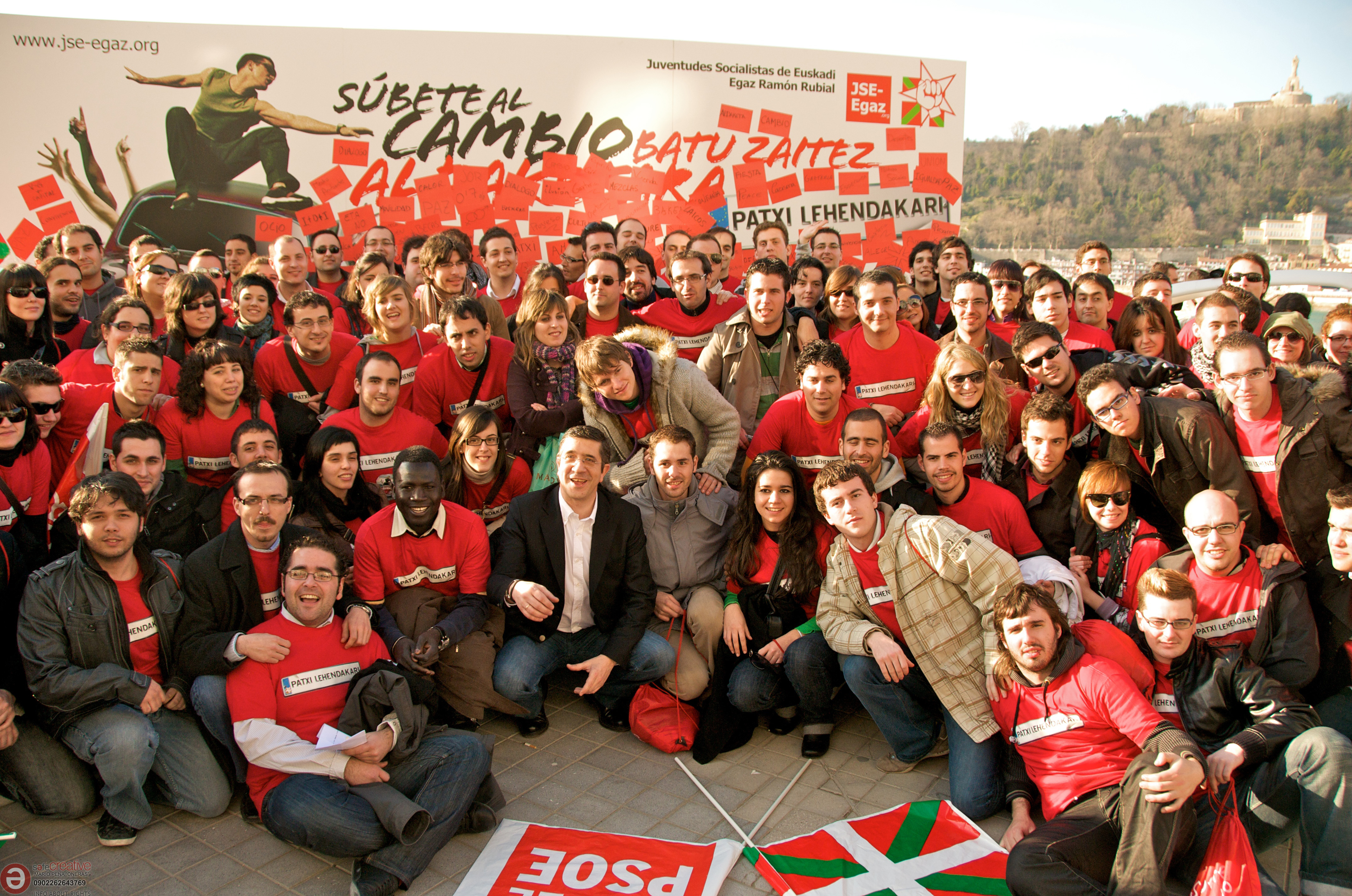
支持者に囲まれるパチ・ロペス

### 青年期と初期の政治経歴
父親のエドゥアルド・ロペス・アルビスは左翼反フランシスコ・フランコの活動家であり、幼少のパチも大きく影響を受けた。バスク大学では産業工学を専攻した。1975年に青年バスク社会主義者運動に参加し、1977年にはバスク社会党(PSE-EE)に加入。1985年から1988年には青年バスク社会主義者運動の事務総長を務めた。1986年にはビスカヤ県選出のスペイン下院議員となり、1991年にはバスク州議会議員となった。バスク社会党での地位も着実に上昇していき、1997年には事務総長に選出され、2002年には書記長（党首）に就任した。

### バスク州首相
2005年にはバスク社会党からバスク州政府首相（レンダカリ）の候補となったが、バスク民族主義党(PNV)のフアン・ホセ・イバレチェに敗れた。2009年3月のバスク自治州議会議員選挙で、バスク民族主義党は最多の30議席を獲得したが、単独過半数（38議席）には届かなかった。バスク社会党は25議席で第2党となり、国民党(PP)が13議席で第3党となった。このため、野党のバスク社会党と国民党が手を組んでパチ・ロペスを首相に指名し、1979年から続くバスク自治州の30年の歴史で、初めてバスク民族主義党以外から選出された首相となった。また、極左テロ組織バスク祖国と自由(ETA)との戦いを宣言したため、在任中はETAの「優先的な標的」であり、就任直前の4月18日には爆殺未遂事件が起こった。5月7日にはゲルニカの「ゲルニカの木」の前で就任式が行われたが、バスク民族主義党出身の歴代レンダカリのように「神」という言葉を用いず、また「バスク国民」ではなく「バスク市民」という言葉を用いた。

### スペイン下院議長
2016年には社会労働党を代表してスペイン下院議長に立候補し、350票中130票（社会労働党とシウダダノス）を集めて下院議長に選出された。

## 人物
同じく社会主義者のベゴニャ・ヒルと結婚している。熱心な音楽愛好者であり、8,000枚のレコードを所有している。青年時代にはブルース・スプリングスティーンなどのロックバンドを支持した。また、写真、スポーツ、新技術などにも興味を持つ。